# Dua Lipa
Dua Lipa е дебютният студиен албум на английската и албанска певица Дуа Липа. Издаден е на 2 юни 2017 г. от Warner Bros. Records. Албумът е денс-поп, електропоп и R&B запис с елементи на диско, хип-хоп и тропикал хаус. Включва Мигел, „Блекпинк“, Келвин Харис, Шон Пол, „Силк Сити“, Мартин Гарикс, както и допълнителни вокали от Крис Мартин от „Колдплей“.